# Pariato do Reino Unido
O Pariato do Reino Unido compreende a maior parte dos pariatos criados no Reino Unido da Grã-Bretanha e Irlanda depois do Ato de União em 1801, quando substituiu o Pariato da Grã-Bretanha. Novos pares do reino continuaram a ser criados no Pariato da Irlanda até à formação do Estado Livre Irlandês em 1922.
Os títulos do pariato são duque, marquês, conde, visconde e barão.
Todos os nobres titulares britânicos tinham direito a um lugar na Câmara dos Lordes até ao Ato da Câmara dos Lordes de 1999.

## Pariato do Reino Unido

### Duques do Reino Unido
- Título subsidiário
- Pariato do Reino Unido criado para um par de Escócia ou Irlanda para obter um assento na Câmara dos Lordes.

| Título | Título                                                     | Criação                 | Agraciado                   | Motivação                                                          | Monarca      |
| ------ | ---------------------------------------------------------- | ----------------------- | --------------------------- | ------------------------------------------------------------------ | ------------ |
|        | Duque de Wellington Marquês Douro                          | 11 de maio de 1814      | Arthur Wellesley            | Pariato militar                                                    | Jorge III    |
|        | Duque de Sutherland                                        | 28 de janeiro de 1833   | George Leveson-Gower        |                                                                    | Guilherme IV |
|        | Duque de Westminster                                       | 27 de fevereiro de 1874 | Hugh Grosvenor              |                                                                    | Vitória      |
|        | Duque de Gordon Conde de Kinrara                           | 13 de janeiro de 1876   | Charles Gordon-Lennox       | Membro do Gabinete do Reino Unido.                                 | Vitória      |
|        | Duque de Albany Conde de Clarence Barão Arklow             | 24 de maio de 1881      | Príncipe Leopoldo           | Título suspenso                                                    | Vitória      |
|        | Duque de Argyll                                            | 7 de abril de 1892      | George Campbell             | Membro do Gabinete do Reino Unido e sogro da Princesa Luísa.       | Vitória      |
|        | Duque de Fife Conde de Macduff                             | 24 de abril de 1900     | Alexander Duff              | Genro do então Príncipe de Gales (mais tarde coroado Eduardo VII). | Vitória      |
|        | Duque de Gloucester Conde de Ulster Barão Culloden         | 31 de abril de 1928     | Príncipe Henrique           | Título criado em virtude de seu 28º aniversário.                   | Jorge V      |
|        | Duque de Kent Conde de St Andrews Barão Downpatrick        | 12 de outubro de 1934   | Príncipe Jorge              | Em celebração ao seu casamento com Marina da Grécia e Dinamarca.   | Jorge V      |
|        | Duque de Iorque Conde de Inverness Barão Killyleagh        | 23 de julho de 1986     | Príncipe André              | Em celebração ao seu casamento com Sara Ferguson.                  | Isabel II    |
|        | Duque de Cambridge Conde de Strathearn Barão Carrickfergus | 29 de abril de 2011     | Príncipe Guilherme de Gales | Em celebração ao seu casamento com Catherine Middleton.            | Isabel II    |
|        | Duque de Sussex Conde de Dumbarton Barão Kilkeel           | 18 de maio de 2018      | Príncipe Henrique de Gales  | Em celebração ao seu casamento com Meghan Markle.                  | Isabel II    |

### Marqueses do Reino Unido
| Título | Título                                                     | Criação                | Agraciado                   | Motivação                                                                                | Monarca      |
| ------ | ---------------------------------------------------------- | ---------------------- | --------------------------- | ---------------------------------------------------------------------------------------- | ------------ |
|        | Marquês de Exeter                                          | 4 de fevereiro de 1801 | Henry Cecil                 |                                                                                          | Jorge III    |
|        | Marquês de Northampton Conde Compton Barão Wilmington      | 7 de setembro de 1812  | Charles Compton             |                                                                                          | Jorge III    |
|        | Marquês Camden Conde de Brecknock                          | 7 de setembro de 1812  | John Pratt                  | Foi Lorde Tenente da Irlanda de 1795 a 1798.                                             | Jorge III    |
|        | Marquês de Wellington                                      | 3 de outubro de 1812   | Arthur Wellesley            |                                                                                          | Jorge III    |
|        | Marquês de Anglesey                                        | 4 de julho de 1815     | Henry Paget                 |                                                                                          | Jorge III    |
|        | Marquês de Cholmondeley Conde de Rocksavage                | 22 de novembro de 1815 | George Cholmondeley         |                                                                                          | Jorge III    |
|        | Marquês de Ailesbury Conde Bruce Visconde Savernake        | 17 de julho de 1821    | Charles Brudenell-Bruce     |                                                                                          | Jorge IV     |
|        | Marquês de Bristol Conde Jermyn                            | 30 de junho de 1826    | Frederick Hervey            |                                                                                          | Jorge IV     |
|        | Marquês de Ailsa                                           | 10 de setembro de 1831 | Archibald Kennedy           |                                                                                          | Guilherme IV |
|        | Marquês de Westminster                                     | 13 de setembro de 1831 | Robert Grosvenor            |                                                                                          | Guilherme IV |
|        | Marquês de Normanby                                        | 25 de junho de 1838    | Constantine Phipps          |                                                                                          | Vitória      |
|        | Marquês de Abergavenny Conde de Lewes                      | 14 de janeiro de 1876  | William Nevill              |                                                                                          | Vitória      |
|        | Marquês de Zetland Conde de Ronaldshay                     | 22 de agosto de 1892   | Lawrence Dundas             |                                                                                          | Vitória      |
|        | Marquês de Linlithgow                                      | 27 de outubro de 1902  | John Hope                   | Era o então Governador-geral da Austrália.                                               | Eduardo VII  |
|        | Marquês de Aberdeen e Temair Conde de Haddo                | 4 de janeiro de 1916   | John Hamilton-Gordon        | Foi Governador-geral do Canadá de 1893 a 1898 e Lorde Tenente da Irlanda de 1905 a 1915. | Jorge V      |
|        | Marquês de Milford Haven Conde de Medina Visconde Alderney | 7 de novembro de 1917  | Príncipe Luís de Battenberg | Renunciou a seus títulos germânicos.                                                     | Jorge V      |
|        | Marquês de Reading                                         | 7 de maio de 1926      | Rufus Isaacs                | Foi Vice-Rei da Índia de 1921 a 1916.                                                    | Jorge V      |